# United Football League (Philippinen)
Die United Football League war bis 2016 die höchste Spielklasse des nationalen Fußballverbands der Philippinen. Seit 2017 ist die Philippines Football League die höchste Liga.

## Aktuelle Saison
In der letzten Saison der United Football League nahmen folgende 12 Mannschaften am Spielbetrieb teil:
- Agila MSA FC
- Ceres FC
- Forza FC
- Global FC
- Green Archers United
- JPV Marikina FC
- Kaya FC-Iloilo
- Laos FC
- Loyola Meralco Sparks FC
- Manila Nomads SC
- Pasargad FC
- Stallion FC

## Meister von 2010 bis 2016
| Saison | Meister                 | 2. Platz                 | 3. Platz                 |
| ------ | ----------------------- | ------------------------ | ------------------------ |
| 2010   | Philippine Air Force FC | Kaya FC-Iloilo           | Union FC                 |
| 2011   | Philippine Air Force FC | Global FC                | Philippine Army FC       |
| 2012   | Global FC               | Kaya FC-Iloilo           | Loyola Meralco Sparks FC |
| 2013   | Stallion FC             | Global FC                | Loyola Meralco Sparks FC |
| 2014   | Global FC               | Loyola Meralco Sparks FC | Kaya FC-Iloilo           |
| 2015   | Ceres-Negros FC         | Global FC                | Loyola Meralco Sparks FC |
| 2016   | Global FC               | Ceres-Negros FC          | Loyola Meralco Sparks FC |

## Rangliste
| Verein                  | Meisterschaften | Saison           |
| ----------------------- | --------------- | ---------------- |
| Global FC               | 3               | 2012, 2014, 2016 |
| Philippine Air Force FC | 2               | 2010, 2011       |
| Stallion FC             | 1               | 2013             |
| Ceres-Negros FC         | 1               | 2015             |